# Узкоколейная железная дорога Солотчинского торфопредприятия
Узкоколе́йная желе́зная доро́га Соло́тчинского торфодобыва́ющего предприя́тия — промышленная узкоколейная железная дорога, проходящая по территории Солотчинского торфопредприятия в Рязанском районе, Рязанской области. Открыта в посёлке Приозёрный в 1950 году.

## История
Солотчинское торфопредприятие находится в посёлке Приозёрный Рязанского района, Рязанской области. Построена в 1950 году, когда к посёлку Солотчинское, позднее получившему название Приозёрный, была проведена ветка от станции Ласково Рязанско-Владимирской узкоколейной железной дороги. Севернее и восточнее посёлка были построены линии на торфомассивы.
В посёлке Приозёрный располагается собственное локомотивное депо, но технологически дорога составляла единую сеть с Рязанско-Владимирской железной дорогой. До 1976 года торф вывозился из Солотчинского через Ласково, а с 1976 года, была открыта железнодорожная линия Сазоново — Пилево и грузы стал отправляться на широкую колею вблизи станции Пилево. В начале 1990-х годов вывозка торфа через Ласково была приостановлена, однако некоторое время сохранялось движение грузов от торфомассивов до брикетного завода в посёлке Приозёрный. В 1995 году железная дорога была остановлена, затем через несколько лет была разобрана. Грузы стали вывозиться автомобильным транспортом.

### Современное состояние
Весной 2010 года — узкоколейная железная дорога была восстановлена и соединила торфобрикетный завод и торфяные массивы. Общая длина узкоколейки составила 5 километра. По состоянию на 2017 год узкоколейная железная дорога действовала.
По состоянию на май 2021 года узкоколейная железная дорога разобрана. Тепловоз ТУ6А, снегоочиститель и ЭСУ2А приведены в непригодность. Один из мотовозов ЭСУ2А куплен частным лицом и перевезён на вечную стоянку на территории Московской области.

## Подвижной состав
Локомотивы:
- Тепловоз ТУ6А — № 2917
- ЭСУ2А — № 402, 1003

Вагоны:
- Хопперы-дозаторы
- Вагоны платформы
- Полувагоны для торфа

Путевые машины:
- Снегоочиститель
- Путеукладчик ППР2МА

## Фотогалерея
- Узкоколейные хопперы-дозаторы
- Полувагоны для торфа
- Пути возле торфобрикетного завода, вид в сторону торфополей
- Полувагоны для торфа
- Вид в сторону торфобрикетного завода
- Восстанавливаемый торфобрикетный завод